# Ficus vasculosa
Ficus vasculosa är en mullbärsväxtart som beskrevs av Nathaniel Wallich och Friedrich Anton Wilhelm Miquel. Ficus vasculosa ingår i släktet fikonsläktet, och familjen mullbärsväxter. Inga underarter finns listade i Catalogue of Life.